# Sybra ochreomaculithorax
Sybra ochreomaculithorax là một loài bọ cánh cứng trong họ Cerambycidae.